# Aciagrion occidentale
Aciagrion occidentale is een libellensoort uit de familie van de waterjuffers (Coenagrionidae).
De soort staat op de Rode Lijst van de IUCN als niet bedreigd, beoordelingsjaar 2010.
De wetenschappelijke naam van de soort werd in 1919 gepubliceerd door Frank Fortescue Laidlaw.

## Synoniemen
- Enallagma insula Fraser, 1920
- Aciagrion paludensis Fraser, 1922